# 宮澤一彰
宮澤 一彰（みやざわ かずあき）は、日本の構成作家、神奈川県横浜市金沢区出身。青山学院大学卒業。

## 人物・エピソード
- 過去に「ダビッツのメガネ」というラジオネームで『氣志團綾小路セロニアス翔のオールナイトニッポン』（ニッポン放送）、『ロンドンブーツ1号2号のオールナイトニッポン』（ニッポン放送）などのラジオに投稿していた元ハガキ職人。
- サッカークラブ松本山雅のサポーター。

## 主な担当番組
- ミュ〜コミプラス
- 宮藤官九郎のオールナイトニッポンGOLD
- back numberのオールナイトニッポン
- 大谷ノブ彦 キキマス!
- 垣花正のあなたとハッピー!
- スフィアのオールナイトニッポンR
- 大原櫻子 Happy Tuning!
- 伊藤健太郎のオールナイトニッポン0(zero)
- オールナイトニッポンPODCAST アンガールズのジャンピン